# أليستر وندسور الثاني دوق كونوت وستراذرن

الأمير أليستر

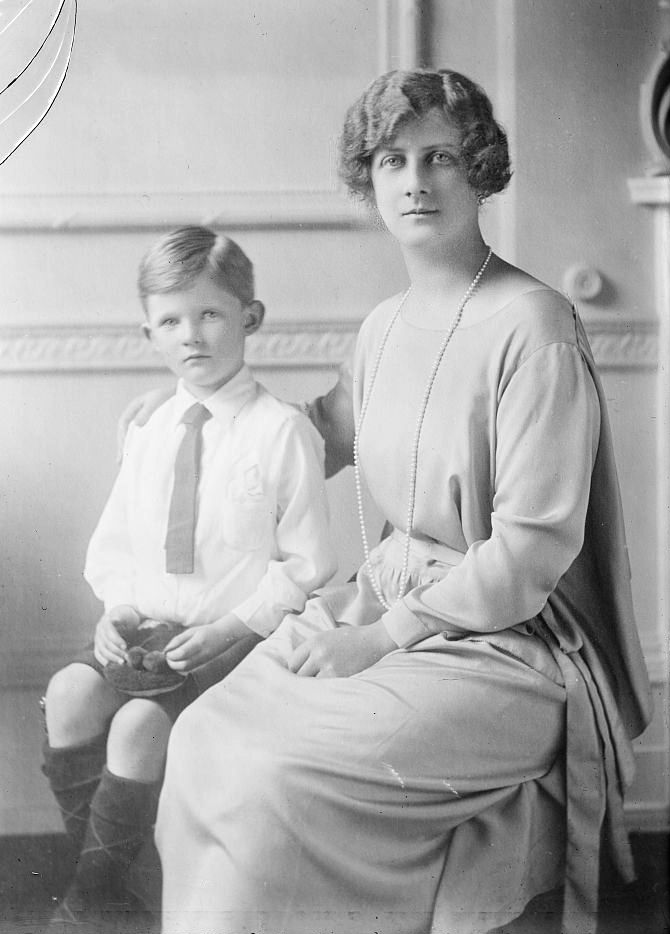
الأمير أليستر مع والدته

اليستر آرثر وندسور الثاني دوق كونوت ستراذرن (بالإنجليزية: Alastair Windsor, 2nd Duke of Connaught and Strathearn)‏ (9 أغسطس 1914 - 26 أبريل 1943) كان عضوا في العائلة المالكة البريطانية وكان الطفل الوحيد للأمير آرثر كونوت والأميرة الكسندرا الثانية دوقة فايف وكان حفيد الملكة فيكتوريا.

## عن حياته
ولد الأمير اليستر في 9 أغسطس 1914، في مايفير، لندن وكان عضوا في العائلة المالكة البريطانية وكان الطفل الوحيد للأمير آرثر كونوت والأميرة الكسندرا الثانية دوقة فايف وكان حفيد الملكة فيكتوريا..

## وفاته
توفي الأمير اليستر في 26 أبريل 1943 في أوتاوا، كندا عن عمر يناهز 28 سنة.